# Liste der Biografien/Fil
Liste der Biografien |
Portal Biografien |
Personensuche
# |
A |
B |
C |
D |
E |
F |
G |
H |
I |
J |
K |
L |
M |
N |
O |
P |
Q |
R |
S |
T |
U |
V |
W |
X |
Y |
Z |
?
 
Fa |
Fe |
Ff |
Fh |
Fi |
Fj |
Fk |
Fl |
Fm |
Fn |
Fo |
Fr |
Ft |
Fu |
Fy
 
Fia |
Fib |
Fic |
Fid |
Fie |
Fif |
Fig |
Fih |
Fii |
Fij |
Fik |
Fil |
Fim |
Fin |
Fio |
Fip |
Fiq |
Fir |
Fis |
Fit |
Fiu |
Fiv |
Fix |
Fiz
Die Liste der Biografien führt alle Personen auf, die in der deutschsprachigen Wikipedia einen Artikel haben. Dieses ist eine Teilliste mit 483 Einträgen von Personen, deren Namen mit den Buchstaben „Fil“ beginnt.

## Fil
- Fil Bo Riva, italienischer Musiker
- Fil, Joseph (* 1953), US-amerikanischer Offizier, Generalmajor der US-Army
- Fil, Zbigniew (* 1977), polnischer Sänger

### Fila
- Fila, Bernhard (* 1997), österreichischer Fußballspieler
- Fila, Corentin (* 1988), französischer Schauspieler
- Fíla, Ivan (* 1956), tschechischer Filmregisseur und Drehbuchautor
- Fila, Jan (* 1982), tschechischer Komponist, Arrangeur, Kirchenorganist, Musikwissenschaftler und Lehrer
- Fila, Sidival (* 1962), brasilianischer Ordensbruder und Maler
- Filač, Vilko (1950–2008), slowenischer Kameramann
- Filago, Carlo (1589–1644), italienischer Komponist des Frühbarock
- Filali, Abdellatif (1928–2009), marokkanischer Politiker und Diplomat
- Filali, Azza (* 1952), tunesische Schriftstellerin
- Filali, Manel (* 1981), deutsche Musikerin
- Filali, Mohammed El (* 1949), marokkanischer Fußballspieler
- Filali, Yasmina (* 1975), deutsche SchauspielerinYasmina Filali (* 1975)

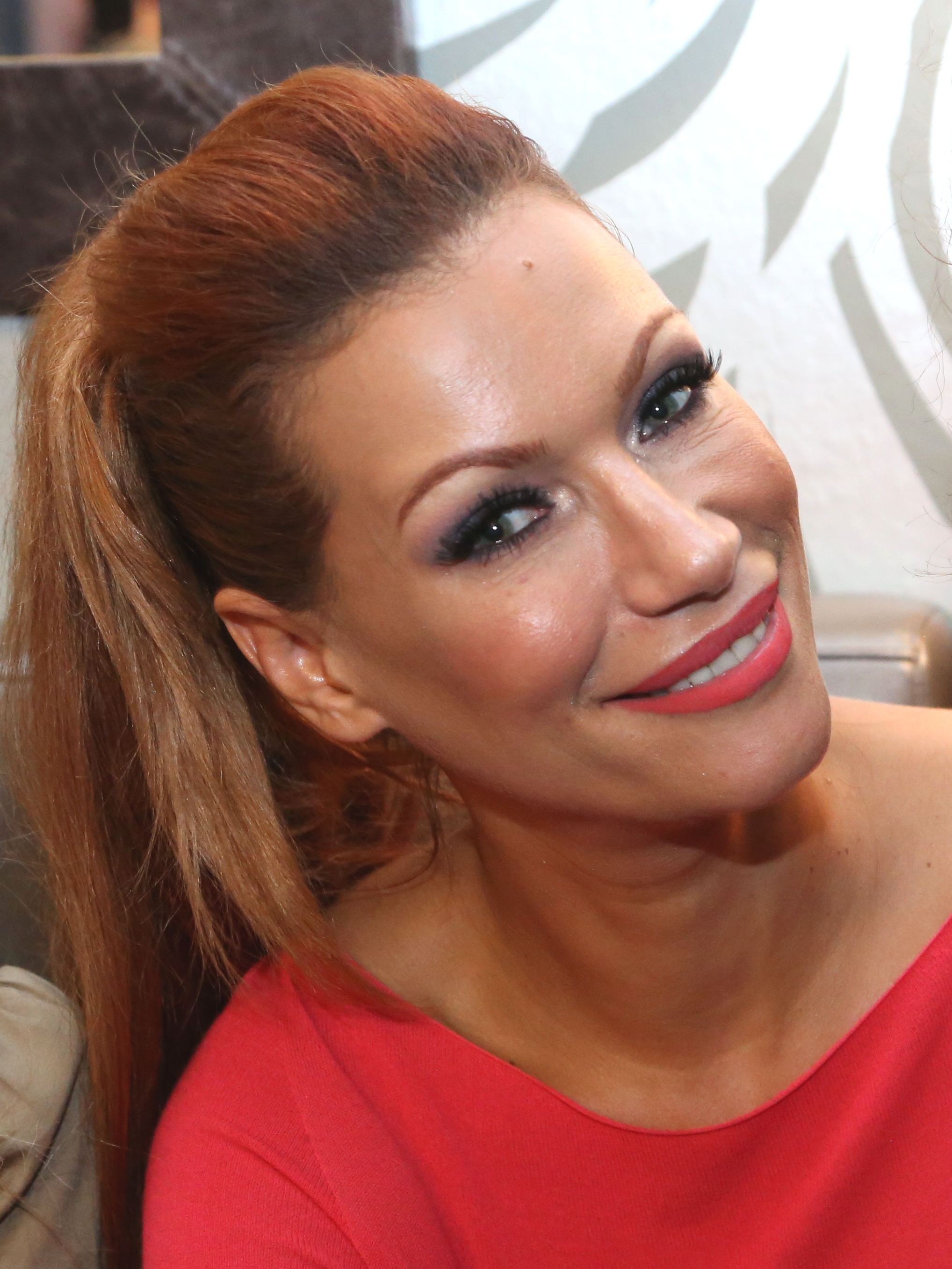
Yasmina Filali (* 1975)

- Filan, Shane (* 1979), irischer PopsängerShane Filan (* 1979)

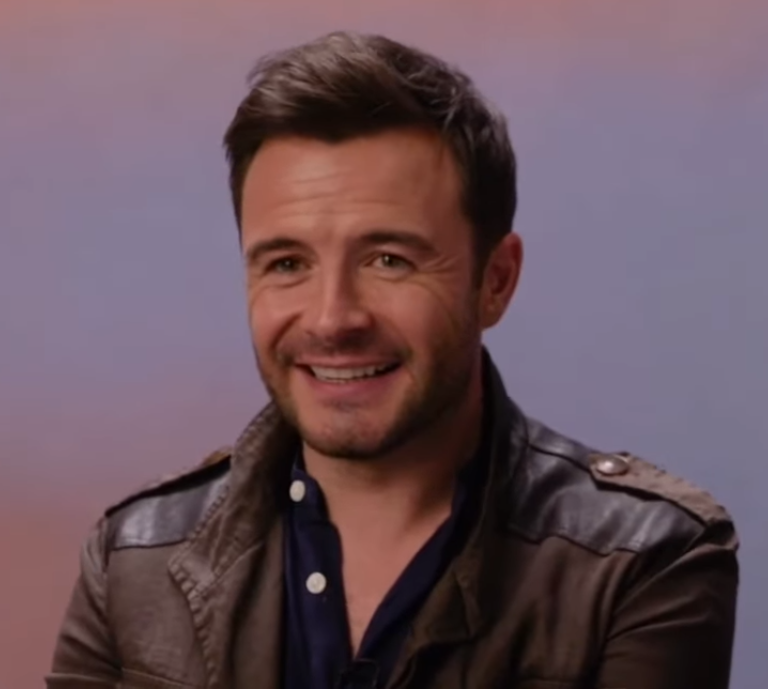
Shane Filan (* 1979)

- Filandra, Eleni (* 1984), griechische Leichtathletin
- Filangeri, Maria Luisa (* 2000), italienische Fußballspielerin
- Filangieri, Carlo (1784–1867), italienischer General
- Filangieri, Gaetano (1752–1788), italienischer Jurist und Philosoph
- Filanovich, Margarita (* 1937), sowjetisch-usbekische Architekturhistorikerin
- Filar, Marian (1942–2020), polnischer Rechtswissenschaftler und Politiker, Mitglied des Sejm
- Filardi, Jason, US-amerikanischer Drehbuchautor, Filmschauspieler, -produzent und -regisseur
- Filardi, Massimo (* 1966), italienischer Fußballspieler
- Filardi, Peter (* 1962), US-amerikanischer Drehbuchautor, Filmproduzent und -regisseur
- Filaret von Kiew (* 1929), ukrainischer orthodoxer Geistlicher, Patriarch der Ukrainisch-orthodoxen Kirche – Kiewer Patriarchat
- Filaret von Minsk und Sluzk (1935–2021), russischer Geistlicher, Patriarchenexarch von ganz Belarus, Metropolit von Minsk und Sluzk
- Filarete, italienischer Bildhauer, Ingenieur, Architekt und Architekturtheoretiker der Renaissance
- Filártiga, Joel (1932–2019), paraguayischer Mediziner, Künstler und Menschenrechtler
- Filas, Juraj (1955–2021), slowakischer Komponist
- Filastò, Nino (1938–2021), italienischer Schriftsteller und Rechtsanwalt
- Filastrius von Brescia, Bischof von Brescia
- Filat, Vlad (* 1969), moldauischer Politiker
- Filatjew, Walentin Ignatjewitsch (1930–1990), sowjetischer Raumfahreranwärter, Mitglied der ersten Kosmonautengruppe der Sowjetunion
- Filatkina, Natalia (* 1975), russische Germanistin
- Filatov, Mark (* 1990), deutscher Schauspieler
- Filatova, Maria (* 1980), estnische Fußballspielerin
- Filatow, Anatoli (* 1975), kasachischer Eishockeyspieler
- Filatow, Anatoli (* 1988), russischer Pokerspieler
- Filatow, Borys (* 1972), ukrainischer Jurist, Journalist, Unternehmer und Politiker (UKROP)
- Filatow, Jurij (* 1948), sowjetischer Kanute
- Filatow, Nikita Wassiljewitsch (* 1990), russischer Eishockeyspieler
- Filatow, Sergei Iwanowitsch (1926–1997), russischer Dressurreiter
- Filatow, Wiktor Wassiljewitsch (1918–2009), sowjetisch-russischer Restaurator und Hochschullehrer
- Filatow, Wjatscheslaw Iwanowitsch (1918–1973), sowjetischer Artillerie-Offizier und Eisenbahningenieur
- Filatow, Wladimir Petrowitsch (1875–1956), sowjetischer Chirurg und Augenarzt
- Filatowa, Marija Jewgenjewna (* 1961), sowjetische Kunstturnerin

### Filb
- Filbert, Alfred (1905–1990), deutscher SS-Obersturmbannführer
- Filbig, Josef (1891–1963), nationalsozialistischer Kommunalpolitiker
- Filbinger, Hans (1913–2007), deutscher Politiker (CDU), MdLHans Filbinger (1913–2007)

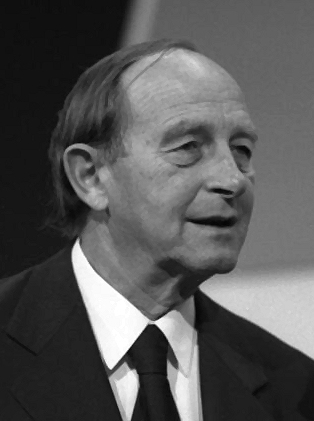
Hans Filbinger (1913–2007)

- Filbrich, Jens (* 1979), deutscher Skilangläufer
- Filbrich, Wolfgang, deutscher Skilangläufer, Trainer und Skisportfunktionär
- Filbry, Klaus (* 1967), deutscher Sportfunktionär
- Filby, Bill (1911–2002), britischer Kryptoanalytiker
- Filby, David (1810–1879), deutscher Optiker, Mechaniker und Politiker, MdHB

### Filc
- Filc, Ján (* 1953), slowakischer Eishockeytorwart und Eishockeytrainer
- Filc, Wolfgang (* 1943), deutscher Hochschullehrer
- Filchner, Wilhelm (1877–1957), deutscher Geophysiker, Forschungsreisender und Reiseschriftsteller
- Filčík, Ctibor (1920–1986), tschechoslowakischer Filmschauspieler
- Filcová, Alexandra Michaela (* 2004), slowakische Eiskunstläuferin

### Fild
- Fildebrandt, Christoph (* 1989), deutscher Schwimmer
- Fildebrandt, Ulf (* 1972), deutscher Schriftsteller
- Filderman, Wilhelm (1882–1963), rumänischer Politiker, Parlamentsabgeordneter sowie Vorsitzender der Union der rumänischen Juden (1919–1938)
- Fildes, Audrey (1922–1997), britische Schauspielerin
- Fildes, Luke (1844–1927), britischer Maler
- Fildes, Paul (1882–1971), britischer Mikrobiologe

### File
- Filé, Joé Dwèt (* 1995), französischer R&B und Soulsänger
- Filé, Mischa (* 1979), deutscher Schauspieler und FernsehdarstellerMischa Filé (* 1979)

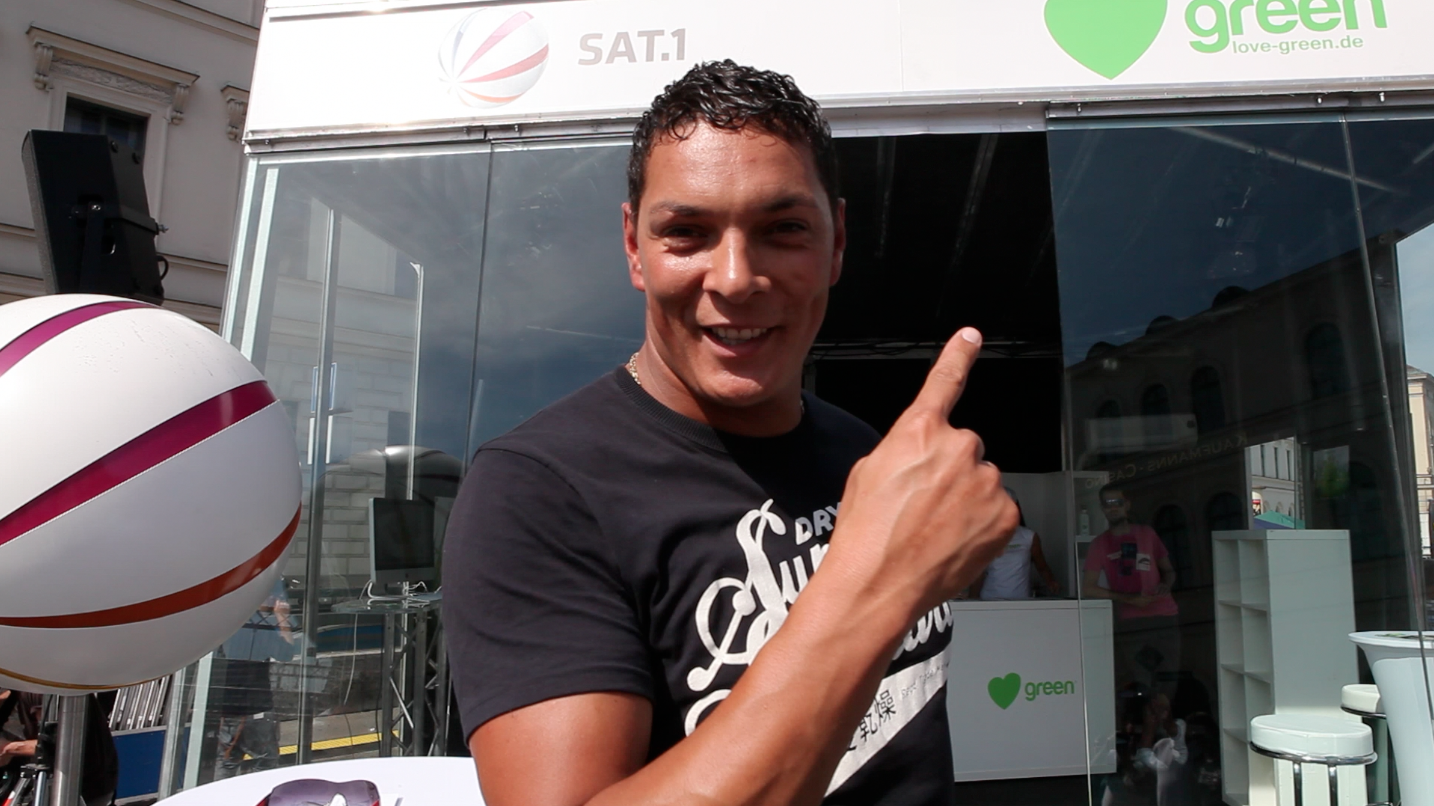
Mischa Filé (* 1979)

- Fileborn, Jupp († 1963), deutscher Tischtennisspieler
- Fileccia, Thomas (* 1999), französischer Footballspieler
- Filehne, Wilhelm (1844–1927), deutscher Pharmakologe und Hochschullehrer
- Filek von Wittinghausen, Egid (1874–1949), österreichischer Schriftsteller
- Filek, Severin (* 1961), österreichischer Designpublizist
- Fileković, Suad (* 1978), slowenischer Fußball- und Futsalspieler
- Filelfo, Francesco (1398–1481), italienischer Humanist
- Filemonowicz, Wojciech (* 1970), Ökonom, Mitbegründer verschiedener Kulturorganisationen, Vorsitzender der SDPL
- Filemonsen, Johannes (* 1886), grönländischer Landesrat
- Filene, Adele (1909–2010), deutsche Modedesignerin
- Files, James (* 1942), mutmaßlicher Auftragsmörder der Mafia
- Files, Will (* 1980), US-amerikanischer Tongestalter
- Filevich, Basil (1918–2006), ukrainischer Geistlicher, Bischof von Saskatoon
- Filew, Iwailo (* 1987), bulgarischer Gewichtheber
- Filewich, Jonathan (* 1984), kanadischer Eishockeyspieler

### Filg
- Filgate, Edward (1915–2017), irischer Politiker
- Filges, Axel (* 1964), deutscher Klassischer Archäologe
- Filges, Axel C. (1947–2024), deutscher Rechtsanwalt
- Filges, Detlef, deutscher Kernphysiker
- Filgueira Valverde, Xosé (1906–1996), spanischer (galicischer) Politiker, Intellektueller, Hochschullehrer und Schriftsteller
- Filgueira, Gastón (* 1986), uruguayischer Fußballspieler
- Filgueira, José, brasilianischer Paläontologe

### Filh
- Filho, Adonias (1915–1990), brasilianischer Schriftsteller
- Filho, Álvaro Morais (* 1990), brasilianischer Beachvolleyballspieler
- Filho, Edinho Nazareth (* 1955), brasilianischer Fußballspieler und -trainer
- Filho, Geraldo Pereira de Matos (* 1953), brasilianischer Fußballspieler und -trainer
- Filho, Gilberto Godoy (* 1976), brasilianischer Volleyballspieler
- Filho, José Soares (* 1956), brasilianischer Ordensgeistlicher, emeritierter römisch-katholischer Bischof von Carolina
- Filho, Mário (1908–1966), brasilianischer Journalist und Schriftsteller
- Filho, Nivaldo (* 1960), brasilianischer Marathonläufer
- Filho, Romualdo Arppi (1939–2023), brasilianischer Fußballschiedsrichter
- Filho, Roosewelt (* 1984), brasilianischer Volleyballspieler
- Filho, Walter Leal (* 1965), deutsch-brasilianischer Umwelt- und Nachhaltigkeitswissenschaftler
- Filho, Wellinton da Cruz (* 1998), brasilianischer Diskuswerfer
- Filhol, Élisabeth (* 1965), französische Wirtschaftswissenschaftlerin und Romanautorin
- Filhol, Henri (1843–1902), französischer Paläontologe, Höhlenforscher und Zoologe
- Filholi, Pierre (1438–1541), Bischof von Sisteron, Erzbischof von Aix

### Fili
- Filiano, Ken (* 1952), US-amerikanischer Jazzmusiker
- Filiasi, Jacopo (1750–1829), italienischer Historiker und Universalgelehrter
- Filiatrault, Lise, kanadische Diplomatin
- Filiatrault, Roger (1905–1973), kanadischer Sänger (Bariton) und Musikpädagoge
- Filibeli, Ali (1945–2011), türkischer Fußballspieler
- Filiberto, Juan de Dios (1885–1964), argentinischer Tangogitarrist, -pianist, Bandleader und Tangokomponist
- Filibus, Musa Panti (* 1960), nigerianischer lutherischer Geistlicher, Erzbischof der Lutherischen Kirche Christi in Nigeria und Präsident des Lutherischen Weltbunds
- Filidor, deutscher Lyriker und Komponist
- Filiger, Charles (1863–1928), französischer Maler des Symbolismus
- Filigno, Jonelle (* 1990), kanadische Fußballerin
- Filimon, Andrei (* 1977), rumänischer Tischtennisspieler
- Filimon, Collins Valentine (* 1998), österreichischer Badmintonspieler rumänischer Herkunft
- Filimon, Ioannis († 1874), griechischer Historiker
- Filimon, Timoleon (1833–1898), griechischer Journalist und Politiker
- Filimonow, Denis Alexandrowitsch (* 1999), russischer Skilangläufer
- Filimonow, Grigori (* 1995), georgischer Eishockeyspieler
- Filimonow, Nikolai Alexandrowitsch (1897–1986), russischer bzw. sowjetischer Wasserbauingenieur und Hochschullehrer
- Filimonow, Sergei (* 1975), kasachischer Gewichtheber
- Filimonow, Serhij (* 1994), ukrainischer Aktivist
- Filimonow, Stanislaw (* 1979), kasachischer Skispringer
- Filimonow, Wadim Wladimirowitsch (* 1990), russischer Biathlet
- Filimonowa, Ljubow (* 1988), kasachische Biathletin
- Filin, Alexander Wassiljewitsch (* 1996), ukrainischer und russischer Fußballspieler
- Filin, Iwan Iljitsch (1926–2000), russischer Marathonläufer
- Filin, Nikita (* 2006), US-amerikanischer Tennisspieler
- Filin, Sergei Jurjewitsch (* 1970), russischer BallettintendantSergei Jurjewitsch Filin (* 1970)

Sergei Jurjewitsch Filin (* 1970)

- Filin, Vladislav (* 1995), deutscher Eishockeyspieler
- Filin, Zimafej (* 1984), belarussischer Eishockeyspieler
- Filiol, Jean (1909–1975), französischer Nationalist
- Filion, Roseline (* 1987), kanadische Wasserspringerin
- Filip Birgersson († 1200), Jarl von Norwegen
- Filip Padniewski (1510–1572), Bischof von Krakau (1562–1572)
- Filip, Andrei (* 2000), rumänischer Eishockeyspieler
- Filip, Bartłomiej (* 1996), polnischer Biathlet
- Filip, Dorotej (1913–1999), tschechischer Bischof, Metropolit von Prag, der tschechischen Länder und der Slowakei
- Filip, Frank (1903–1964), österreichischer Komponist und Schriftsteller
- Filip, Ioan (* 1989), rumänischer Fußballspieler
- Filip, Jakub (* 2005), tschechischer Tennisspieler
- Filip, Jan (1900–1981), tschechoslowakischer Archäologe
- Filip, Jan (* 1950), tschechischer Rechtswissenschaftler und Hochschullehrer
- Filip, Jan (* 1973), tschechischer Handballspieler und -trainer
- Filip, Klaus (* 1963), österreichischer Improvisationsmusiker und Klangkünstler
- Filip, Lăcrămioara (* 1973), rumänische Kunstturnerin
- Filip, Lucian (* 1990), rumänischer Fußballspieler
- Filip, Mark (* 1966), US-amerikanischer Jurist
- Filip, Miroslav (1928–2009), tschechischer Schach-Großmeister
- Filip, Oliver (* 1998), österreichischer Fußballspieler
- Filip, Ota (1930–2018), deutsch- und tschechischsprachiger Schriftsteller
- Filip, Pavel (* 1966), moldauischer Politiker
- Filip, Petru (* 1955), rumänischer Politiker und MdEP für Rumänien
- Filip, Simion, moldauischer Mathematiker
- Filip, Steliano (* 1994), rumänischer Fußballspieler
- Filip, Vojtěch (* 1955), tschechischer Politiker, Mitglied des Abgeordnetenhauses
- Filip, Zbigniew (* 1970), polnischer Biathlet
- Filipacchi, Amanda (* 1967), US-amerikanische Schriftstellerin
- Filipacchi, Daniel (* 1928), französischer Fotograf, Verleger und Radiomoderator
- Filipak, Pedro (1920–1991), brasilianischer Geistlicher, römisch-katholischer Bischof von Jacarezinho
- Filipaș, Cornelia (* 1926), rumänische Politikerin (PCR), Vize-Ministerpräsidentin, Gewerkschafterin und Botschafterin
- Filipaș, Magdalina (* 1931), rumänische Politikerin (PCR), Gewerkschafterin und Botschafterin
- Filipawa, Anastassija (* 2002), belarussische Billardspielerin
- Filipazzi, Antonio (* 1963), italienischer Geistlicher, römisch-katholischer Erzbischof und Diplomat des Heiligen Stuhls
- Filipčić, Carin (* 1970), österreichische Musicaldarstellerin und Sängerin (Mezzosopran)
- Filipe Augusto (* 1993), brasilianischer Fußballspieler
- Filipe Horta, Natalina Ramos (1929–2018), osttimoresische Aktivistin
- Filipe Luís (* 1985), brasilianischer FußballspielerFilipe Luís (* 1985)

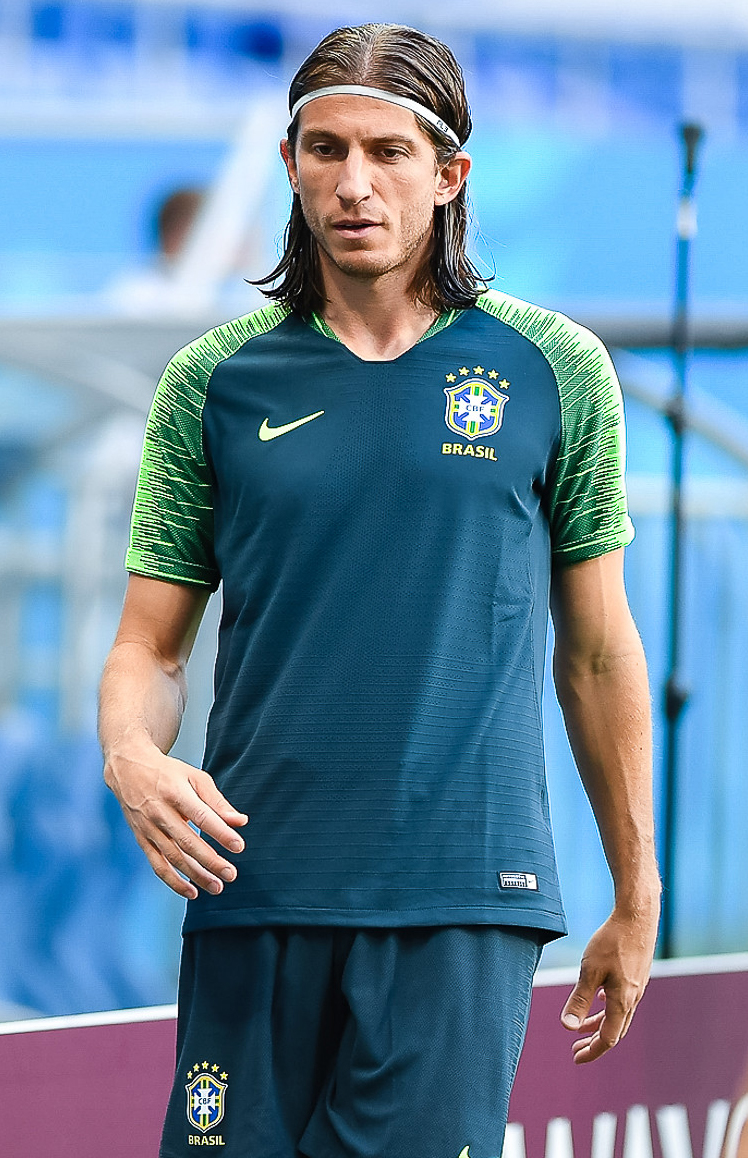
Filipe Luís (* 1985)

- Filipe, Arsénio José (* 1885), portugiesischer Aktivist
- Filipe, Daniel (1925–1964), kap-verdischer Journalist und Lyriker portugiesischer Abstammung
- Filipec, Johann (1431–1509), Franziskaner, Bischof von Großwardein; Administrator von Olmütz
- Filipec, Tihomir (* 1989), kroatischer Eishockeyspieler
- Filipello, Lohengrin (1918–1993), Schweizer Fernsehmoderator
- Filipello, Matteo Angelo (1859–1939), italienischer römisch-katholischer Bischof von Ivrea
- Filipenka, Jahor (* 1988), belarussischer Fußballspieler
- Filipenko, Alexander Wassiljewitsch (* 1950), russischer Politiker und Staatsmann
- Filipenko, Sasha (* 1984), belarussischer Schriftsteller, Journalist und TV-Moderator
- Filipescu, Iulian (* 1974), rumänischer Fußballspieler
- Filipescu, Leonte (1895–1922), rumänischer Arbeiterführer
- Filipescu, Radu (* 1955), rumänischer Dissident
- Filipi, Josip (* 1992), kroatischer Boxer
- Filipi, Toni (* 1996), kroatischer Boxer
- Filipiak, Bolesław (1901–1978), polnischer Kardinal der römisch-katholischen Kirche
- Filipiak, Kacper (* 1995), polnischer Snookerspieler
- Filipič, Neja (* 1995), slowenische Weit- und Dreispringerin
- Filipinetti, Georges (1907–1973), Schweizer Unternehmer
- Filipiuk, Marian (* 1941), polnischer Sprinter
- Filipo, Ross (* 1979), neuseeländischer Rugby Union Spieler
- Filiposyan, Artyom (* 1988), usbekischer Fußballspieler
- Filipot, Rudolf (1919–2000), österreichischer Bürgermeister und Landtagsabgeordneter
- Filipov, Nikolay (* 1943), bulgarischer Klarinettist
- Filipov, Vlatko (* 1991), nordmazedonischer Biathlet und Skilangläufer
- Filipović, Alexander (* 1975), deutscher Philosoph, Medienethiker und Theologe
- Filipovic, André (* 1982), deutscher Fußballtrainer
- Filipović, Andrija (* 1997), kroatischer Fußballspieler
- Filipović, Bojan (* 1976), serbischer Fußballspieler
- Filipović, Darko (* 1981), serbischer Turbo-Folk-Sänger
- Filipović, Dimitrije (* 1993), serbischer Eishockeyspieler
- Filipovic, Elena (* 1972), US-amerikanische Kuratorin und Kunsthistorikerin
- Filipović, Filip (* 1987), serbischer Wasserballer
- Filipović, Ivan (1823–1895), kroatischer Lehrer und Schriftsteller
- Filipović, Mirko (* 1974), kroatischer Mixed-Martial-Arts-KämpferMirko Filipović (* 1974)

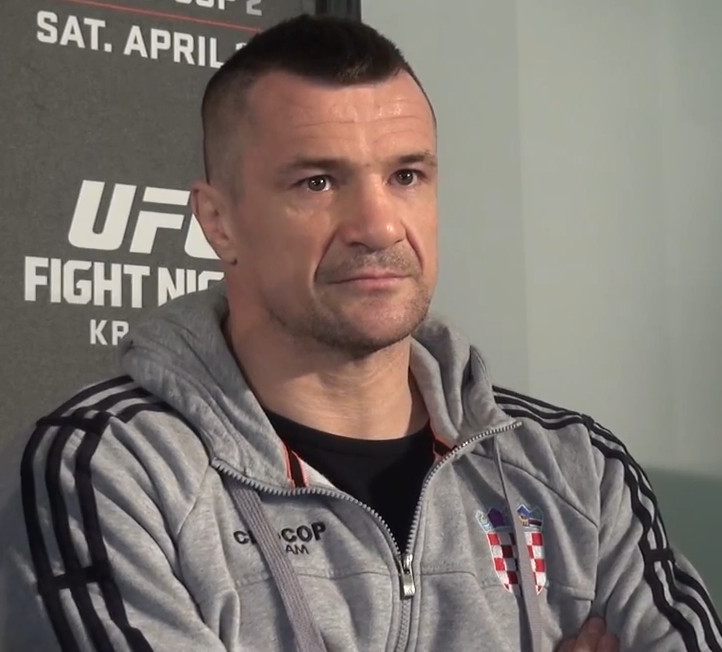
Mirko Filipović (* 1974)

- Filipović, Miroslav (1915–1946), Ustascha-Milizionär, Kollaborateur und KZ-Kommandant
- Filipović, Nenad (* 1978), serbischer Leichtathlet
- Filipovic, Petar (* 1990), deutsch-kroatischer Fußballspieler
- Filipović, Predrag (* 1978), serbischer Geher
- Filipović, Radoslav (* 1997), serbischer Wasserballer
- Filipović, Romeo (* 1986), deutsch-kroatischer Fußballspieler
- Filipovic, Simon (* 2004), österreichischer Fußballspieler
- Filipović, Stefan (* 1987), montenegrinischer Sänger
- Filipović, Stjepan (1916–1942), jugoslawischer Widerstandskämpfer
- Filipović, Tijana (* 1999), serbische Fußballspielerin
- Filipović, Veljko (* 1999), serbischer Fußballspieler
- Filipović, Zlata (* 1980), bosnische Tagebuch-Autorin und Schriftstellerin
- Filipović, Zoran (* 1953), montenegrinischer Fußballspieler und -trainer
- Filipovičienė, Vilija (* 1959), litauische Politikerin
- Filipovitch, Remy (1946–2018), litauischer Jazzmusiker (Saxophone, Flöte, Klarinette, Komposition)
- Filipovská, Pavlína (* 1941), tschechische Schauspielerin, Sängerin und Moderatorin
- Filipovski, Gjorgji (1919–2019), jugoslawischer bzw. nordmazedonischer Bodenkundler
- Filipovski, Sašo (* 1974), slowenischer Basketballtrainer
- Filipovský, František (1907–1993), tschechoslowakischer SchauspielerFrantišek Filipovský (1907–1993)

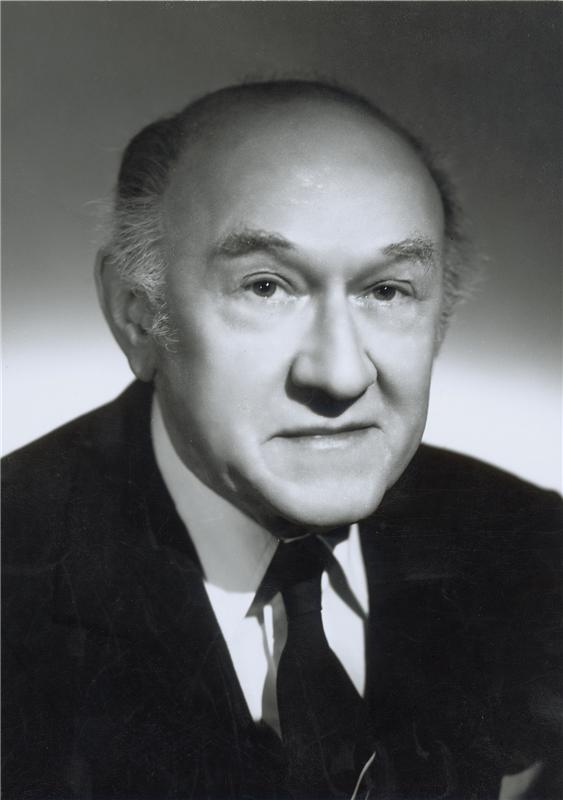
František Filipovský (1907–1993)

- Filipow, Grischa (1919–1994), bulgarischer Politiker und Ministerpräsident
- Filipow, Roman Nikolajewitsch (1984–2018), russischer Militärpilot
- Filipow, Wenelin (* 1990), bulgarischer Fußballspieler
- Filipowa, Nadeschda (* 1959), bulgarische Ruderin
- Filipowa, Pawlina (* 1975), bulgarische Biathletin
- Filipowiak, Władysław (1926–2014), polnischer Archäologe und Prähistoriker
- Filipowicz, Andrzej (* 1938), polnischer Schachspieler, Schachfunktionär und Schachjournalist
- Filipowicz, Kornel (1913–1990), polnischer Schriftsteller
- Filipowski, Grzegorz (* 1966), polnischer Eiskunstläufer
- Filipp, Sigrun-Heide (* 1943), deutsche Psychologin und Hochschullehrerin
- Filipp, Stefan (* 1977), deutscher Hochschullehrer der Technischen Physik
- Filippa della Martiniana, Carlo Giuseppe (1724–1802), italienischer Geistlicher, Bischof von Vercelli und Kardinal der Römischen Kirche
- Filippa von Coimbra und Urgell (1435–1497), Prinzessin von Portugal
- Filippenko, Alexei (* 1958), US-amerikanischer Astrophysiker und Professor der Astronomie an der University of California, Berkeley in Berkeley
- Filippenkow, Sergei Alexandrowitsch (1971–2015), russischer Fußballspieler
- Filippeschi, Mario (1907–1979), italienischer Opernsänger (Tenor)
- Filippetti, Aurélie (* 1973), französische Politikerin (PS), Mitglied der Nationalversammlung und SchriftstellerinAurélie Filippetti (* 1973)

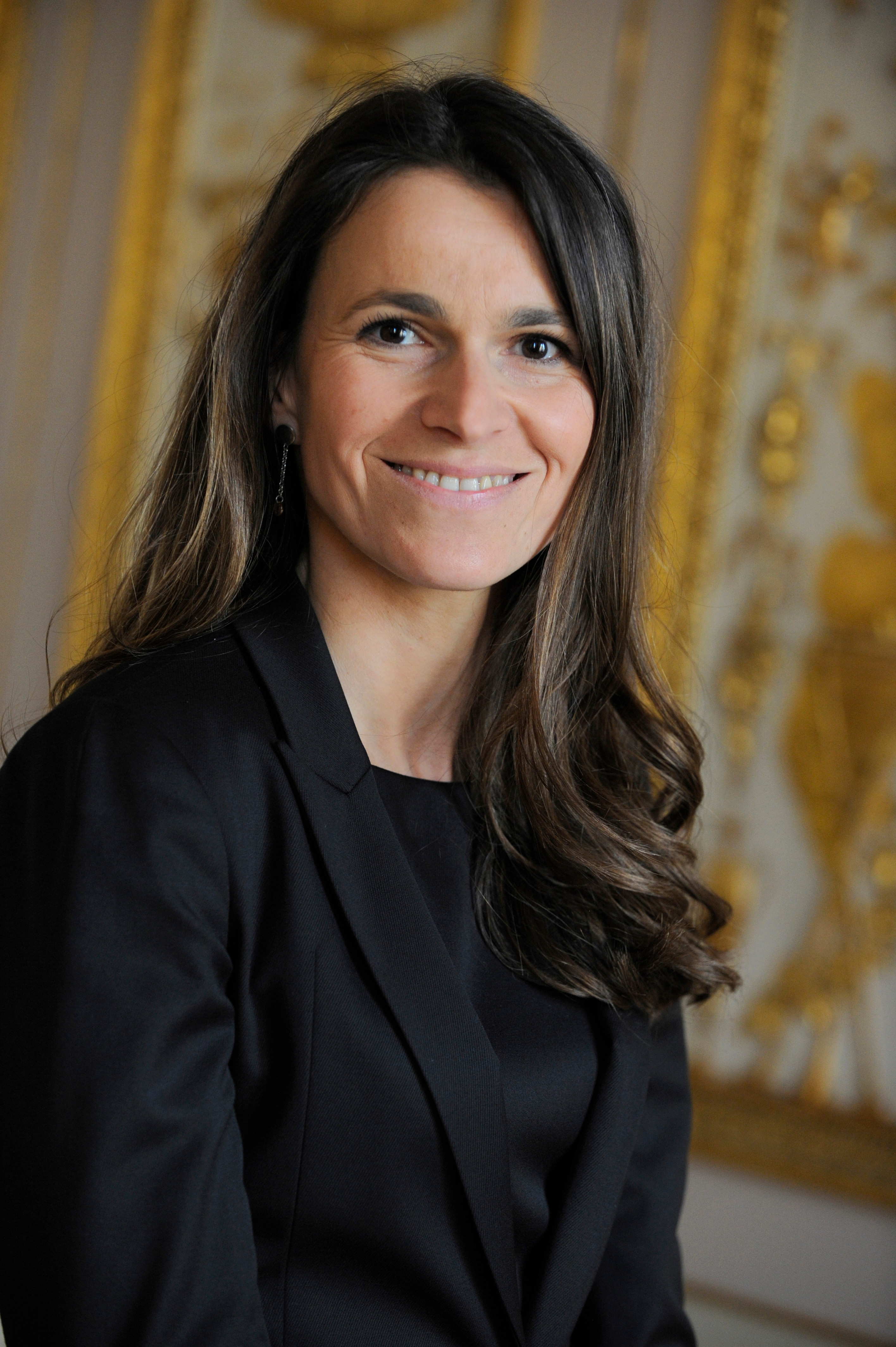
Aurélie Filippetti (* 1973)

- Filippetti, Lorenzo Miccheli (1929–1994), italienischer Geistlicher, Prälat von Chuquibambilla
- Filippi, Alessia (* 1987), italienische Schwimmerin
- Filippi, Alessio Maria (1818–1888), italienischer, römisch-katholischer Bischof
- Filippi, Andreas (* 1963), deutsch-schweizerischer Zahnarzt
- Filippi, Camillo († 1574), italienischer Maler des Manierismus
- Filippi, Cesare (* 1536), italienischer Maler
- Filippi, Fedora (1953–2022), italienische Klassische Archäologin
- Filippi, Giorgio, italienischer Archäologe
- Filippi, Giuseppe (* 1945), italienischer Ordensgeistlicher, emeritierter römisch-katholischer Bischof von Kotido in Uganda
- Filippi, John (* 1995), französischer Automobilrennfahrer
- Filippi, Luca (* 1985), italienischer Automobilrennfahrer
- Filippi, Riccardo (1931–2015), italienischer Radrennfahrer
- Filippi, Sebastiano († 1602), Maler des Manierismus in Ferrara
- Filippi, Siegfried (1929–2022), deutscher Mathematiker und Numeriker
- Filippi, Tomaso (1852–1948), italienischer Fotograf
- Filippidis, Konstandinos (* 1986), griechischer Stabhochspringer
- Filippidou, Ioanna (1953–1999), griechische Bildhauerin
- Filippini, Alessandro (1849–1917), Schweizer Koch und Kochbuchautor
- Filippini, André (1924–2013), Schweizer Bauunternehmer, Bobsportler und Fussballfunktionär
- Filippini, Antonio (* 1973), italienischer Fußballspieler und -trainer
- Filippini, Bruno (1945–2023), italienischer Sänger
- Filippini, Emanuele (* 1973), italienischer Fußballspieler und -trainer
- Filippini, Enrico (1932–1988), Schweizer Journalist und Schriftsteller
- Filippini, Eugenio (1928–2016), Schweizer Offizier und Brigadier
- Filippini, Felice (1917–1988), Schweizer Schriftsteller, Übersetzer und Maler
- Filippini, Francesco (1853–1895), italienischer Maler
- Filippini, Lucia (1672–1732), Gründerin der Schwesternkongregation Maestre Pie Filippini
- Filippini, Marcelo (* 1967), uruguayischer Tennisspieler
- Filippini, Roberto (* 1948), italienischer Geistlicher, emeritierter katholischer Bischof von Pescia
- Filippini, Rocco (1943–2021), Schweizer Cellist
- Filippo da Fiesole, Architekt, Bildhauer und Steinmetz der Renaissance
- Filippo de Lurano, italienischer Komponist und Sänger
- Filippo Filonardi (1582–1622), italienischer Kardinal
- Filippo, Gabriela (* 1987), paraguayische Beachvolleyballspielerin
- Filippone, Joe (* 1986), US-amerikanischer Schauspieler, Synchronsprecher und Filmschaffender
- Filipponi, Corrado (* 1968), Schweizer Extrem-Kajaker
- Filippotis, Dimitrios (1839–1919), griechischer Bildhauer
- Filippou, Alexander (* 1958), griechisch-deutscher Chemiker
- Filippou, Efthymis (* 1977), griechischer Drehbuchautor
- Filippou, Evi (* 1993), griechische Musikerin (Perkussion, Vibraphon, Komposition)
- Filippou, Konstantin (* 1980), österreichischer Koch
- Filippou, Kosta (* 1978), griechisch-deutscher Basketballspieler und -trainer
- Filippou, Stavri (* 1992), zypriotische Leichtathletin
- Filippov, Anton (* 1986), usbekischer Schachspieler
- Filippovits, Christl (* 1944), österreichische Schwimmerin
- Filippow, Alexander (* 1984), russischer Radsportler
- Filippow, Alexander Nikolajewitsch (* 1951), russischer Eishockeyspieler
- Filippow, Dmitri Rudolfowitsch (* 1969), russischer Handballspieler und Handballtrainer
- Filippow, Fjodor Iwanowitsch (1911–1988), sowjetischer Filmregisseur
- Filippow, Iwan Borissowitsch (* 1982), russischer Schriftsteller, Journalist und Filmschaffender
- Filippow, Nikita (* 1991), kasachischer Stabhochspringer
- Filippow, Sergei Nikolajewitsch (1912–1990), sowjetischer Schauspieler
- Filippow, Waleri Wladimirowitsch (* 1975), russischer Schachmeister
- Filippow, Wassili Wiktorowitsch (* 1981), russischer Handballspieler und -trainer
- Filippowa, Marija, russische Bogenbiathletin
- Filippowa, Natalija Alexandrowna (1930–2018), sowjetisch-russische Acarologin und Parasitologin
- Filippowa, Swetlana Wjatscheslawowna (* 1990), russische Wasserspringerin
- Filippucci, Gabriele (1631–1706), italienischer Kardinal
- Filippuzzi, Francesco (1824–1886), italienischer Chemiker
- Filips, Christian (* 1981), deutsch-serbischer Dichter, Dramaturg, Performer und RegisseurChristian Filips (* 1981)

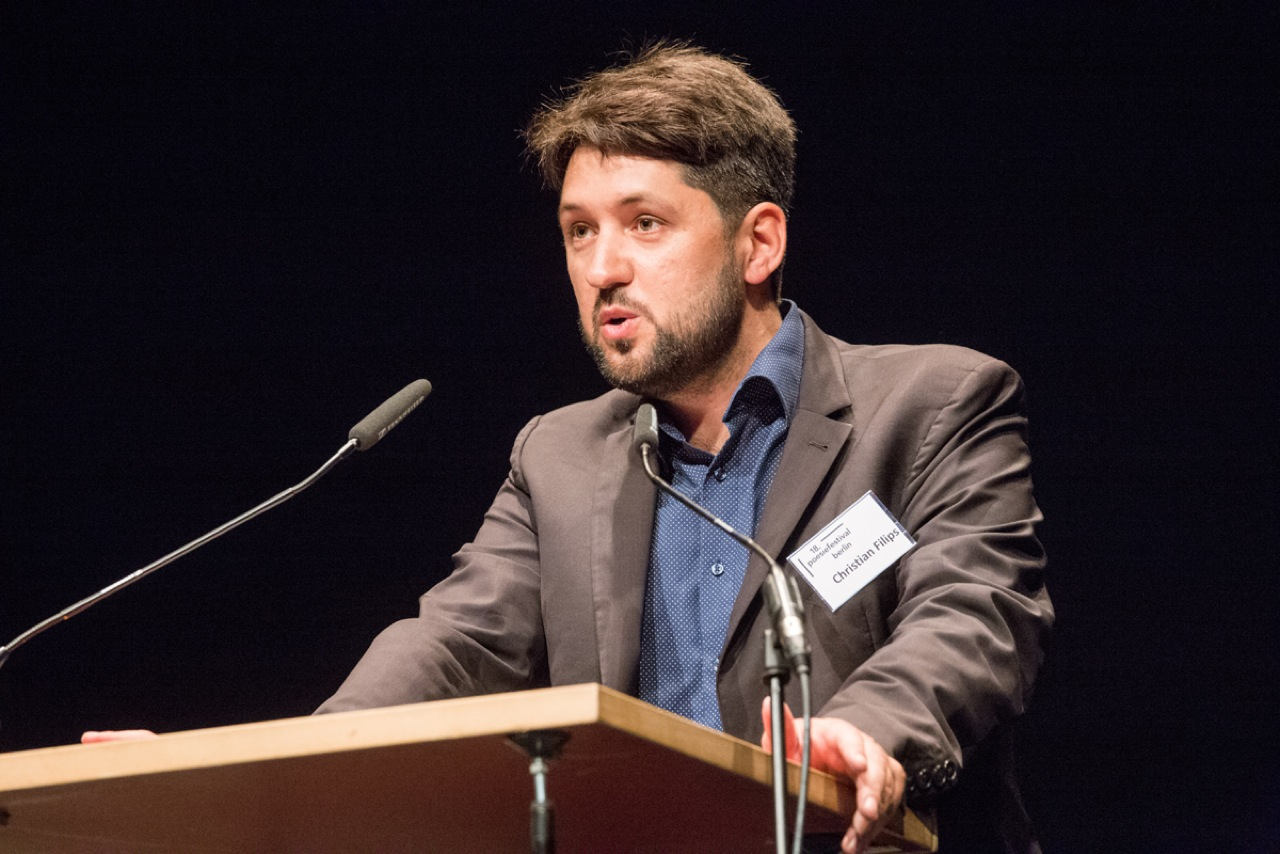
Christian Filips (* 1981)

- Filipsson, Sylvia (* 1953), schwedische Eisschnellläuferin
- Filipsson, Tord (* 1950), schwedischer Radsportler
- Filiptschenko, Anatoli Wassiljewitsch (1928–2022), sowjetischer Kosmonaut
- Filiptschenko, Juri Alexandrowitsch (1882–1930), sowjetischer Genetiker
- Filiptschuk, Dmytro (* 1986), ukrainischer E-Sportler
- Filiput, Armando (1923–1982), italienischer Leichtathlet
- Filisola, Vicente (1789–1850), mexikanischer General
- Filistri da Caramondani, Antonio de (* 1760), italienischer Librettist und Dichter
- Filitschkin, Andrei Wladimirowitsch (* 1975), russischer Skirennläufer
- Filitz, Friedrich (1804–1876), deutscher Musikwissenschaftler und Komponist
- Filiú, Román (* 1972), kubanischer Jazzmusiker (Saxophone)
- Filius, Jürgen (* 1960), deutscher Politiker (Bündnis 90/Die Grünen), MdL Baden-Württemberg
- Filiz, Atalay (* 1986), türkischer Dreifachmörder
- Filiz, Azad (* 1991), türkischer Fußballspieler
- Filiz, İsmail (* 1980), türkischer Schauspieler
- Filizmen, Deniz (* 1978), deutsch-türkischer Popmusiker

### Filj
- Filjak, Martina (* 1978), kroatische klassische Pianistin
- Filjowa, Natalija Walerjewna (1963–2019), russische Geschäftsfrau

### Filk
- Filk, Christian (* 1968), deutscher Medienpädagoge
- Filke, Jo (1921–2001), deutscher Architekt
- Filke, Max (1855–1911), deutscher Komponist und Kirchenmusiker
- Filkin, Geoffrey Filkin, Baron (* 1944), britischer Politiker der Labour Party
- Filkins, Delina (1815–1928), US-amerikanische Altersrekordlerin
- Filkins, Peter (* 1958), US-amerikanischer Dichter, Übersetzer, Literaturkritiker, Essayist
- Filko, Stanislav (1937–2015), slowakischer Konzeptkünstler
- Filkor, Attila (* 1988), ungarischer Fußballspieler
- Filkuka, Anton (1888–1957), österreichischer Landschafts-, Porträt- und Genremaler

### Fill
- Fill, Alwin (* 1940), österreichischer Sprachwissenschaftler
- Fill, Josef (* 1939), österreichischer Unternehmer und Politiker (ÖVP), Landtagsabgeordneter
- Fill, Peter (* 1982), italienischer SkirennläuferPeter Fill (* 1982)

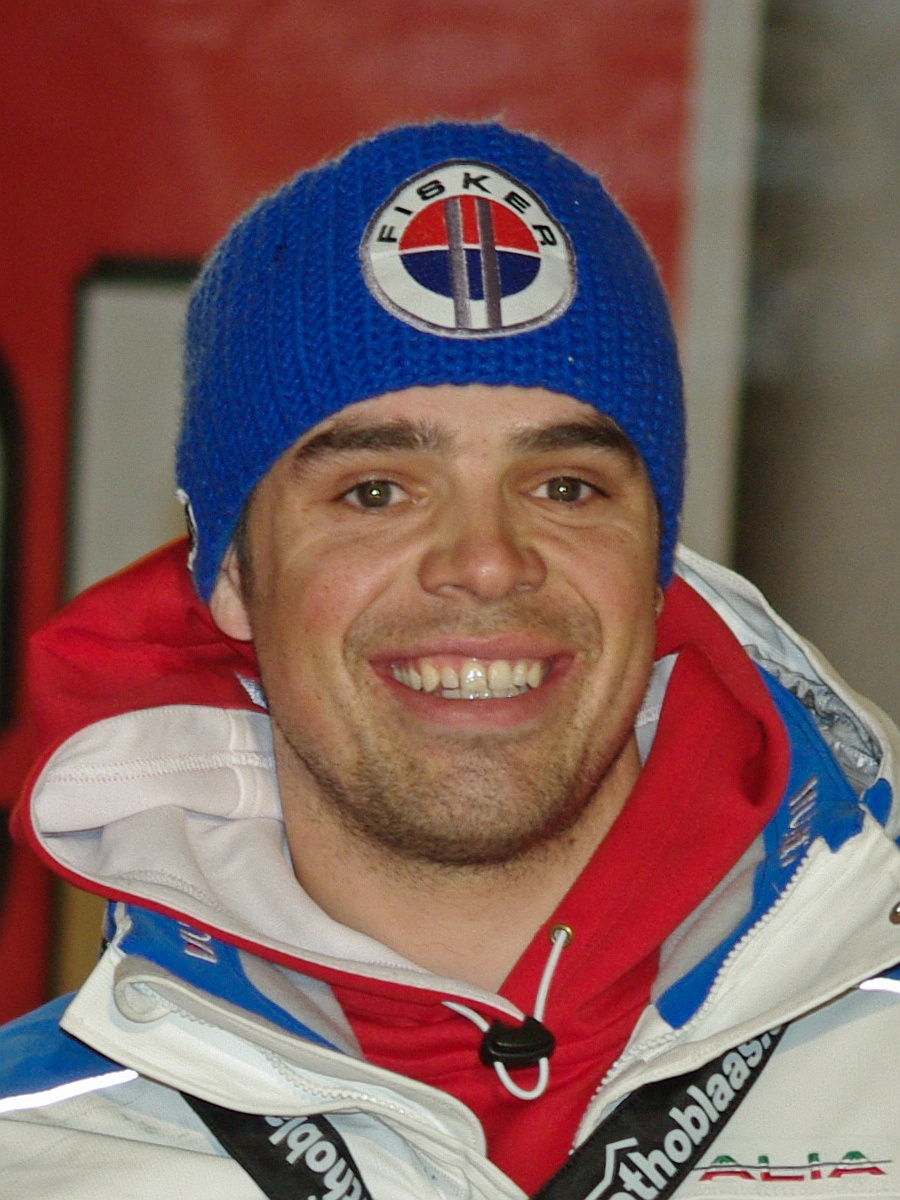
Peter Fill (* 1982)

- Fill, Shannon (* 1971), US-amerikanische Schauspielerin
- Filla, Emil (1882–1953), tschechischer Maler, Grafiker, Bildhauer
- Filla, Wilhelm (1947–2016), österreichischer Erwachsenenbildner
- Fillafer, Maximilian (* 2004), österreichischer Fußballspieler
- Fillastre, Guillaume (1348–1428), französischer Geistlicher, Kardinal der Katholischen Kirche
- Fillastre, Guillaume der Jüngere († 1473), französischer Bischof und Ratgeber am Hof von Burgund unter Philipp dem Guten und Karl dem Kühnen
- Filleböck, Sylvester (1896–1957), deutscher SS-Untersturmführer und als Versorgungsoffizier im KZ Dachau
- Fillenbaum, Samuel (* 1932), US-amerikanischer Psycholinguist
- Fillenberg, Sebastian (* 1979), deutscher Filmkomponist
- Filler, Andreas (* 1963), deutscher Mathematiker und Hochschullehrer
- Filler, Ferdinand (1902–1977), deutscher Bildhauer
- Filler, Joshua (* 1997), deutscher Poolbillardspieler
- Filler, Peter (1949–2021), deutscher Fußballspieler
- Filler, Ulrich (* 1971), deutscher römisch-katholischer Theologe, Autor und Priester
- Fillery, Mike (* 1960), englischer Fußballspieler
- Filleul, Nicolas (* 1537), französischer Schriftsteller
- Filleul, Philip (1885–1974), britischer Ruderer
- Filley, Horace Clyde (1878–1973), US-amerikanischer Agrarökonom
- Fillgert, Yvonne (* 1975), deutsche Handballspielerin und Handballtrainerin
- Fillibeck, Andreas (* 1960), deutscher Autor
- Fillier, Sarah (* 2000), kanadische Eishockeyspielerin
- Fillier, Thomas († 1665), niederländischer Offizier in Braunschweigischen Diensten
- Fillières, Sophie (1964–2023), französische Regisseurin und Drehbuchautorin
- Filliez, Maurice-Eugène (1811–1856), Schweizer Politiker
- Filliger, Alois (1862–1934), Schweizer Politiker
- Filliger, Othmar (* 1965), Schweizer Politiker (CVP), Landammann von Nidwalden
- Fillinger, Franz (1909–1983), deutscher Politiker (SED), Staatssekretär in der DDR
- Fillinger, Mario (* 1984), deutscher Fußballspieler
- Filliol, Béatrice (* 1969), französische Skirennläuferin
- Filliol, Emil (1895–1955), Schweizer Eishockeyspieler
- Fillion, Charles (1817–1874), französischer Geistlicher
- Fillion, Émilie (* 1990), kanadische Fußballspielerin
- Fillion, Louis-Claude (1843–1927), französischer Geistlicher, katholischer Priester, Theologe und Schriftsteller
- Fillion, Nathan (* 1971), kanadisch-US-amerikanischer SchauspielerNathan Fillion (* 1971)

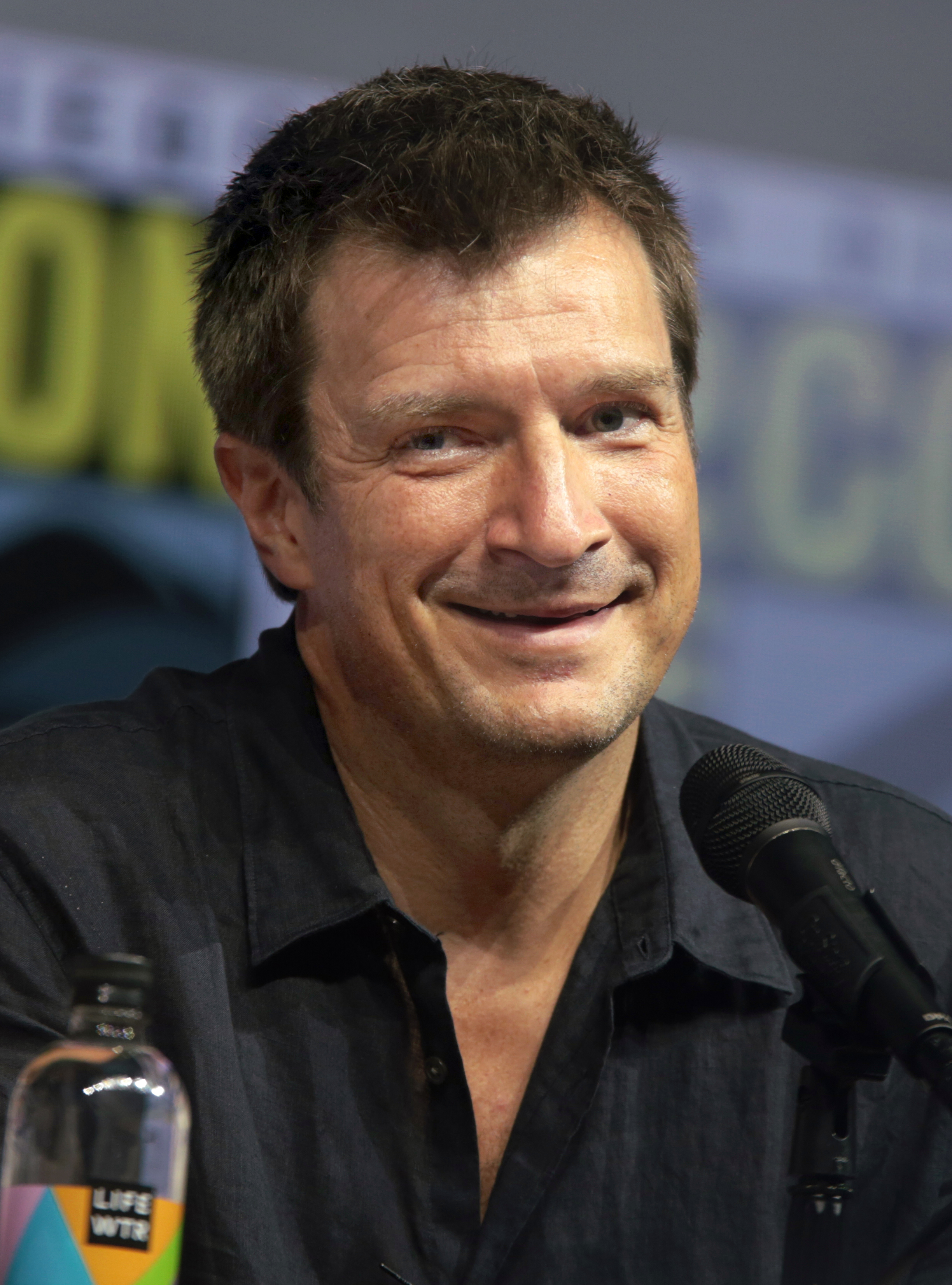
Nathan Fillion (* 1971)

- Fillion, Patrick (* 1973), kanadischer Comiczeichner
- Filliou, Robert (1926–1987), französischer Künstler
- Fillioud, Georges (1929–2011), französischer Politiker (PS), Mitglied der Nationalversammlung und Journalist
- Filliozat, Jean (1906–1982), französischer Mediziner
- Fillis, Anastasio de (1577–1608), italienischer Astronom und einer der Mitbegründer der Accademia dei Lincei in Rom
- Fillitz, Hermann (1924–2022), österreichischer Kunsthistoriker
- Fillitz, Stephan (* 1950), österreichischer bildender Künstler
- Fillmore, Abigail (1798–1853), US-amerikanische First Lady
- Fillmore, Charles (1854–1948), US-amerikanischer Mystiker und Mitbegründer der Unity School of Christianity, eine religiöse Bewegung der Neugeist-Bewegung, zusammen mit seiner Frau Myrtle Fillmore
- Fillmore, Charles J. (1929–2014), US-amerikanischer Linguist
- Fillmore, Henry (1881–1956), US-amerikanischer Komponist, Posaunist und Kapellmeister
- Fillmore, Millard (1800–1874), US-amerikanischer Politiker, Präsident der USA (1850–1853)
- Fillmore, Myrtle (1845–1931), Mitbegründerin der Unity Church
- Fillmore, Peter (* 1936), kanadischer Mathematiker
- Fillo, Martin (* 1986), tschechischer Fußballspieler
- Fillol, Jaime (* 1946), chilenischer TennisspielerJaime Fillol (* 1946)

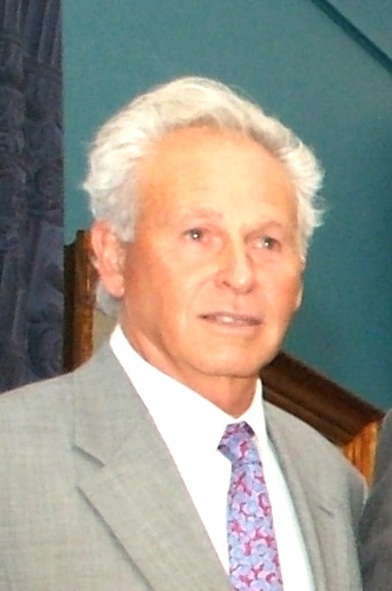
Jaime Fillol (* 1946)

- Fillol, Ubaldo (* 1950), argentinischer Fußballtorhüter
- Fillon Maillet, Quentin (* 1992), französischer Biathlet
- Fillon, Antoine (* 1964), französischer Schlagzeuger
- Fillon, Dominique (* 1968), französischer Jazzmusiker (Piano, Komposition)
- Fillon, François (* 1954), französischer Politiker und Premierminister (2007 bis 2012)
- Fillon, Jean-Luc, französischer Multiinstrumentalist, Dirigent und Komponist
- Fillon, Louis-Joseph (1877–1943), französischer römisch-katholischer Geistlicher und Erzbischof von Bourges
- Filloy, Juan (1894–2000), argentinischer Schriftsteller
- Fillunger, Johann (1807–1879), österreichischer Techniker und Statistiker
- Fillunger, Marie (1850–1930), österreichische Opernsängerin (Sopran) und Gesangspädagogin
- Fillunger, Paul (1883–1937), österreichischer Bauingenieur
- Fillusch, Max (1896–1965), deutscher Politiker (NSDAP), MdR
- Filly, Esther (* 1966), deutsche SoulsängerinEsther Filly (* 1966)

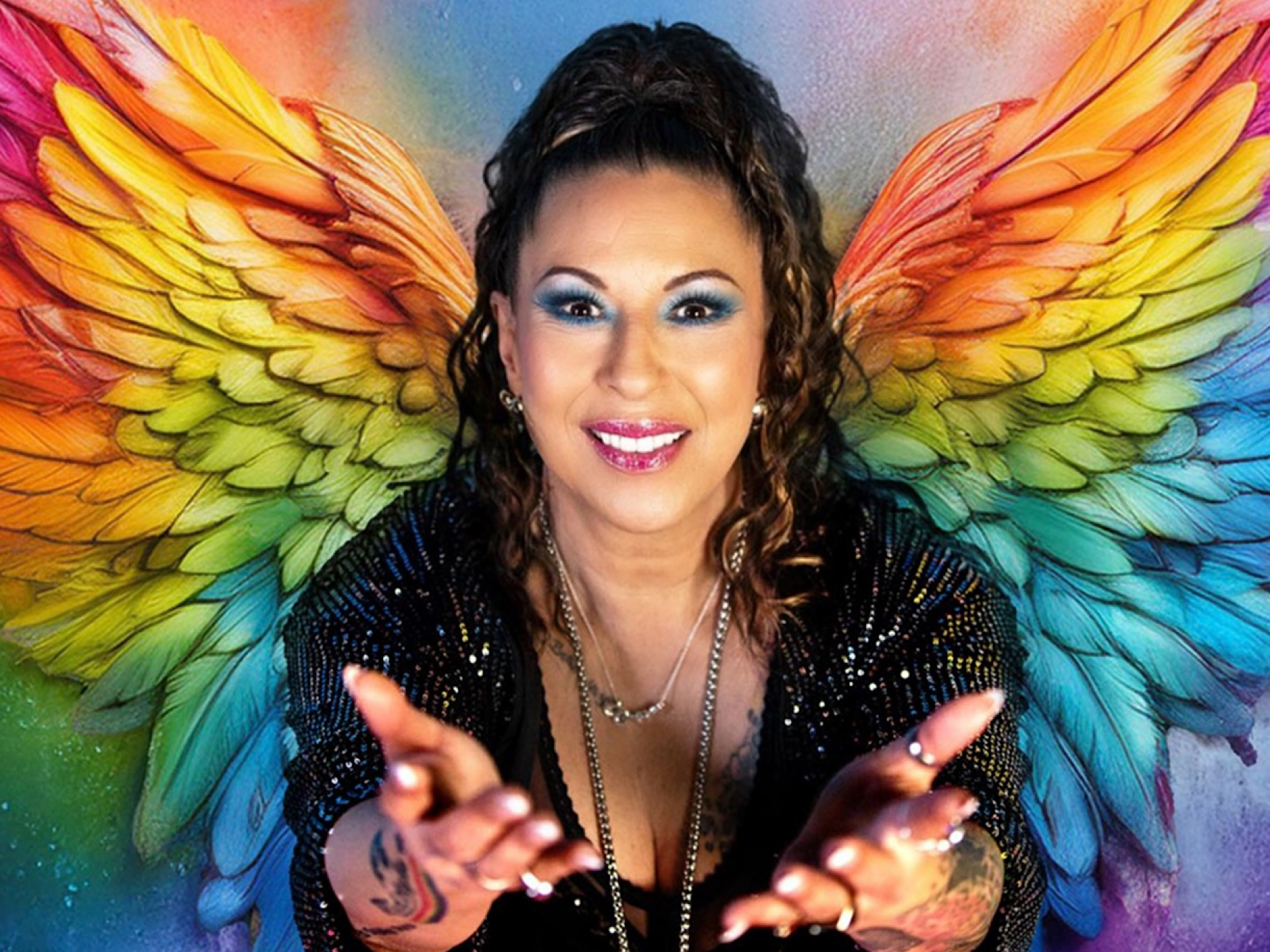
Esther Filly (* 1966)

### Film
- Filmer, Caileigh (* 1996), kanadische Ruderin
- Filmer, Robert (1588–1653), englischer politischer Theoretiker
- Filmer, Werner (* 1934), deutscher Schriftsteller
- Filmon, Gary (* 1942), kanadischer Politiker

### Filn
- Filner, Bob (1942–2025), US-amerikanischer Politiker (Demokratische Partei)

### Filo
- Filo della Torre, Paolo (1933–2014), italienischer Journalist
- Filo Speziale, Stefania (1905–1988), italienische Architektin
- Filo, David (* 1966), US-amerikanischer Unternehmer, Mitbegründer und Vorstand des Internetverzeichnisses Yahoo
- Filo, Tibor (* 1984), slowakischer Volleyballspieler
- Filo, Vladimír (1940–2015), slowakischer Geistlicher, emeritierter Bischof von Rožňava
- Filobok, Igor (* 1987), deutscher Eishockeyspieler
- Filobok, Michael (* 1983), deutscher Eishockeyspieler
- Filocalus, Furius Dionysius, römischer Kalligraph
- Filocamo, Antonio (1669–1743), italienischer Maler
- Filocamo, Paolo (1688–1743), italienischer Maler
- Filofei von Pskow (1465–1542), russisch-orthodoxer Mönch, Theologe und Philosoph
- Filograna, Fernando Tarcisio (* 1952), italienischer Geistlicher und Bischof von Nardò-Gallipoli
- Filohn, Ines, deutsche Polizistin und Ministerialbeamtin
- Filohn, Wolfgang (* 1951), deutscher Fußballspieler
- Filomarino, Ascanio (1583–1666), italienischer Geistlicher, Erzbischof von Neapel und Kardinal
- Filomarino, Ferdinando Cito (* 1986), italienischer Filmregisseur und Drehbuchautor
- Filonenko, Alexandra (* 1972), russische Komponistin
- Filoni, Dave (* 1974), US-amerikanischer Filmregisseur, -Produzent, Drehbuchautor und SynchronsprecherDave Filoni (* 1974)

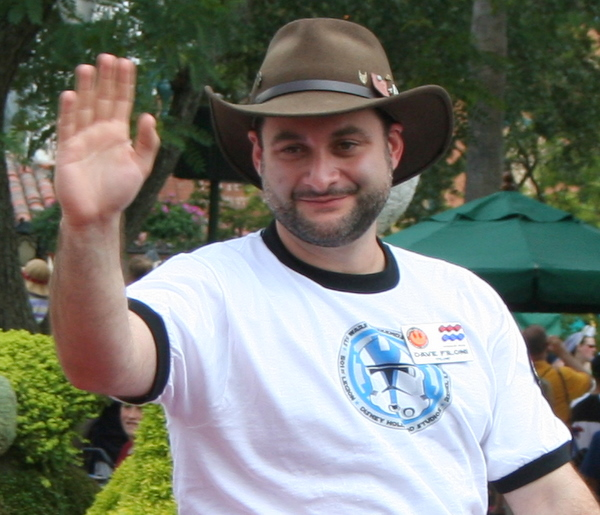
Dave Filoni (* 1974)

- Filoni, Fernando (* 1946), italienischer Geistlicher, Diplomat und Kurienkardinal, Großmeister des Ritterordens vom Heiligen Grab zu Jerusalem
- Filonjuk, Tetjana (* 1984), ukrainische Marathonläuferin
- Filonow, Pawel Nikolajewitsch (1883–1941), russischer Maler, Kunsthistoriker und Dichter
- Filopoulou, Maria (* 1964), griechische Malerin
- Filoramo, Alissa, US-amerikanische Schauspielerin, Filmproduzentin und Grafikdesignerin
- Filoserapis, römischer Mosaizist
- Filosow, Albert Leonidowitsch (1937–2016), sowjetischer und russischer Schauspieler
- Filossofow, Dmitri Wladimirowitsch (1872–1940), russischer Publizist, Literaturkritiker und Zeitungsherausgeber
- Filossofowa, Anna Pawlowna (1837–1912), russische Philanthropin und Feministin
- Filotti, Ștefan (1922–1969), rumänischer Fußballspieler
- Filous (* 1997), österreichischer Musikproduzent und Multiinstrumentalist
- Filová, Katarína (* 1989), slowakische Schwimmerin
- Filová, Renáta (* 1981), slowakische Fußballspielerin
- Filow (* 2001), deutscher Webvideoproduzent und Musiker
- Filow, Bogdan (1883–1945), bulgarischer Politiker und Archäologe, Ministerpräsident (1940–1943)
- Filow, Wladimir Alexandrowitsch (1930–2006), russischer Toxikologe und Bibliotheksdirektor
- Filozof, Véronique (1904–1977), schweizerisch-französische Illustratorin

### Filp
- Filpo, Nazarena (* 2006), uruguayische Leichtathletin
- Filppula, Ilari (* 1981), finnischer Eishockeyspieler
- Filppula, Valtteri (* 1984), finnischer Eishockeyspieler

### Fils
- Fils, Anton, deutscher Komponist
- Fils, Arthur (* 2004), französischer TennisspielerArthur Fils (* 2004)

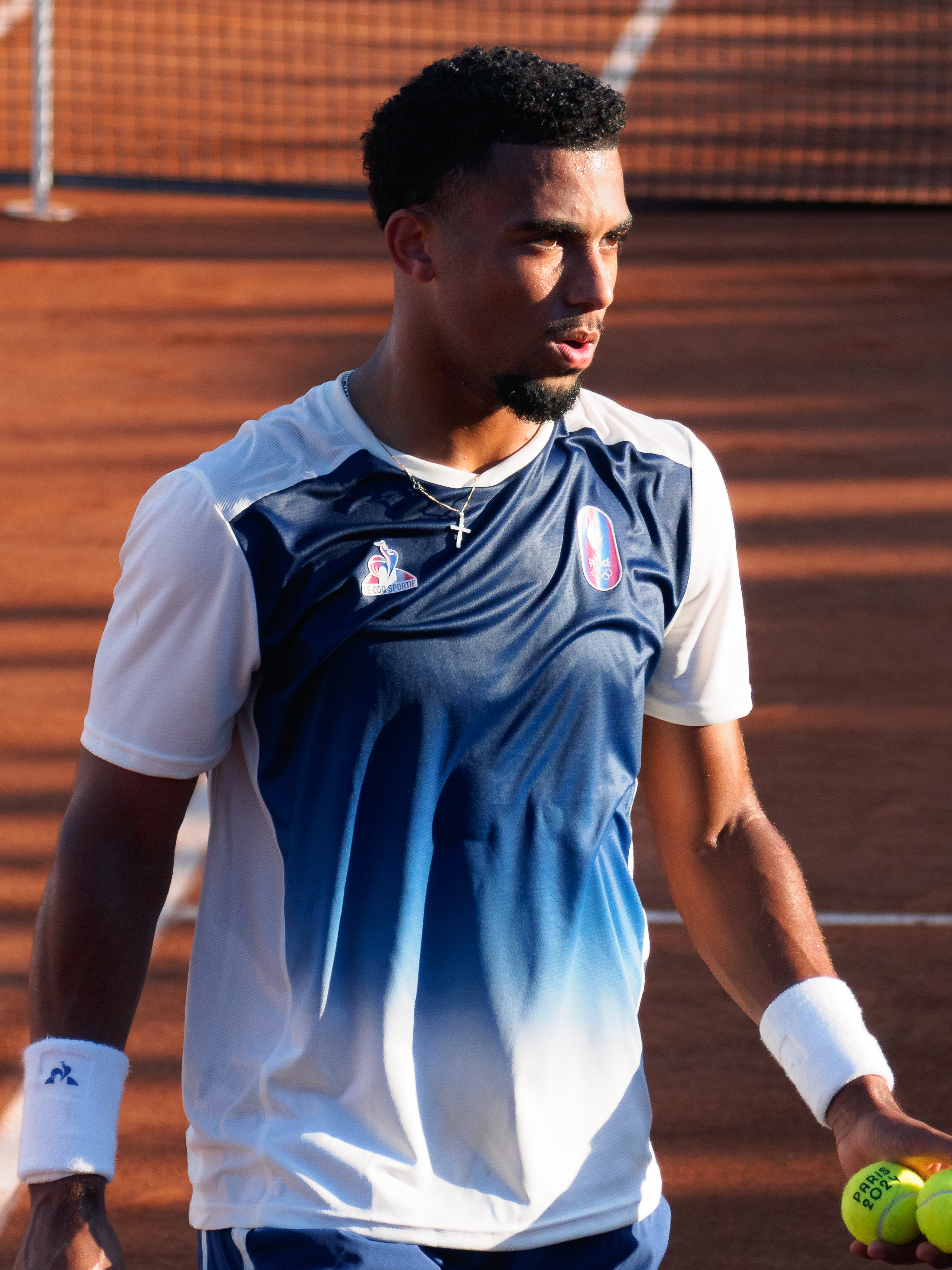
Arthur Fils (* 2004)

- Fils, August Wilhelm (1799–1878), deutscher Vermessungsoffizier und Kartograf
- Fils-Aimé, Alix Didier (* 1971), haitianischer Geschäftsmann und Politiker
- Fils-Aimé, Dominique (* 1984), kanadische Singer-Songwriterin
- Fils-Aimé, Reggie (* 1961), US-amerikanischer Manager, Präsident und Chief Operating Officer von Nintendo of America
- Filschtinski, Gleb Weniaminowitsch (* 1970), russischer Lichtdesigner
- Filsell, Jeremy (* 1964), britischer Pianist und Organist
- Filser, Andrea (* 1993), deutsche Skirennläuferin
- Filser, Benno (1887–1939), deutscher Verleger und Inhaber des Benno Filser Verlags
- Filser, Erwin (* 1940), deutscher Politiker (CSU)
- Filser, Hubert (1959–2012), deutscher römisch-katholischer Theologe und Dogmatiker
- Filser, Jakob (1802–1880), deutscher Zeichner, Zeichenlehrer und Fachautor
- Filser, Josef (1847–1918), württembergischer Verwaltungsbeamter
- Filser, Juliane (* 1959), deutsche Biologin, Ökologin und Professorin für allgemeine und theoretische Ökologie
- Filser, Karl (* 1937), deutscher Historiker und Geschichtsdidaktiker
- Filser, Willibald (1831–1895), deutscher Kunsthändler und Museumsgründer
- Filshie, Ross (* 1939), australischer Stabhochspringer

### Filt
- Filter, Benjamin (* 1981), deutscher Politiker (AfD)
- Filter, Katharina (* 1999), deutsche Handballspielerin
- Filter, Klaus (* 1933), deutscher Rennruderer, Bootsbauer und Bootsentwickler
- Filter, Wilfried (1933–2002), deutscher Politiker (SPD), MdBB
- Filth, Dani (* 1973), britischer SängerDani Filth (* 1973)

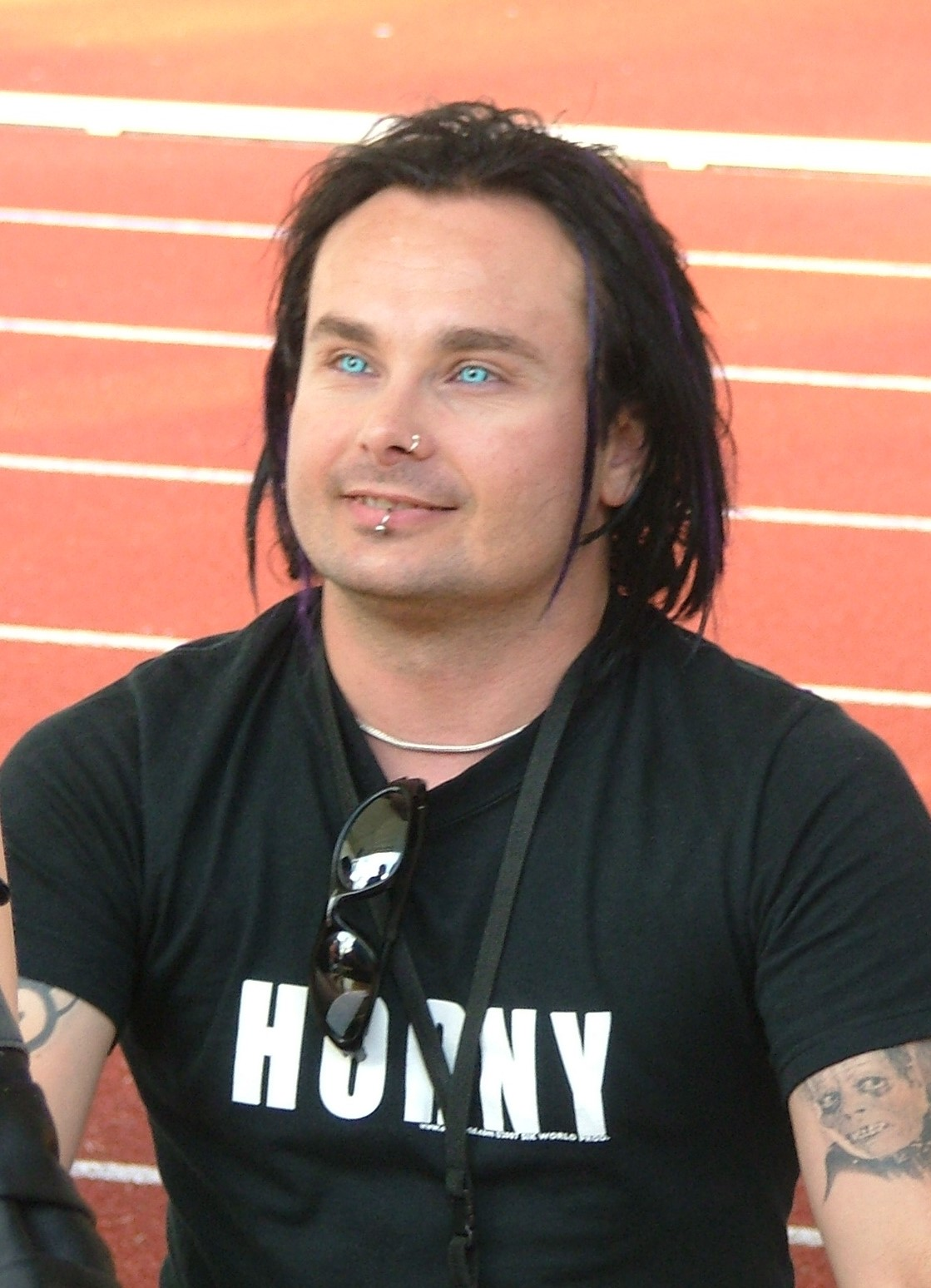
Dani Filth (* 1973)

- Filthaut, Theodor (1907–1967), deutscher katholischer Pastoraltheologie und Liturgiewissenschaftler
- Filtisakou, Kyriaki (* 2000), griechische Geherin und Leichtathletin
- Filtsch, Carl (1830–1845), altösterreichischer Pianist und Komponist
- Filtsch, Daniel (1730–1793), siebenbürgischer evangelischer Geistlicher und Autor
- Filtsch, Johann (1753–1836), siebenbürgischer Stadtpfarrer und Literat
- Filtsch, Johann Junior (1783–1867), siebenbürgischer Pfarrer und Literat
- Filtzinger, Philipp (1925–2006), deutscher Archäologe

### Filu
- Filus, Ruwen (* 1988), deutscher Tischtennisspieler
- Filus, Wiktoria (* 1994), polnische Schauspielerin und Model
- Filutás, Árpád, ungarischer Radrennfahrer
- Filutás, Viktor (* 1996), ungarischer Radrennfahrer

### Fily
- Fily, Camille (1887–1918), französischer Radrennfahrer
- Filyaw, Vinson (* 1969), US-amerikanischer Sexualstraftäter

### Filz
- Filz, Michael (1777–1854), deutsch-österreichischer Benediktiner, Geschichtsforscher und Prior
- Filz, Richard (* 1967), österreichischer Komponist, Musiker, Schlagzeuger, Musiklehrer und Autor
- Filz, Walter (* 1959), deutscher Autor und Journalist
- Filzen, Katrin (* 1976), deutsche Schauspielerin
- Filzen, Wilhelm (1915–1984), deutscher Politiker (CDU), MdBB
- Filzer, Johannes (1874–1962), österreichischer Theologe, Universitätsprofessor und Weihbischof in Salzburg
- Filzi, Fabio (1884–1916), italienischer Irredentist
- Filzmaier, Peter (* 1967), österreichischer PolitikwissenschaftlerPeter Filzmaier (* 1967)

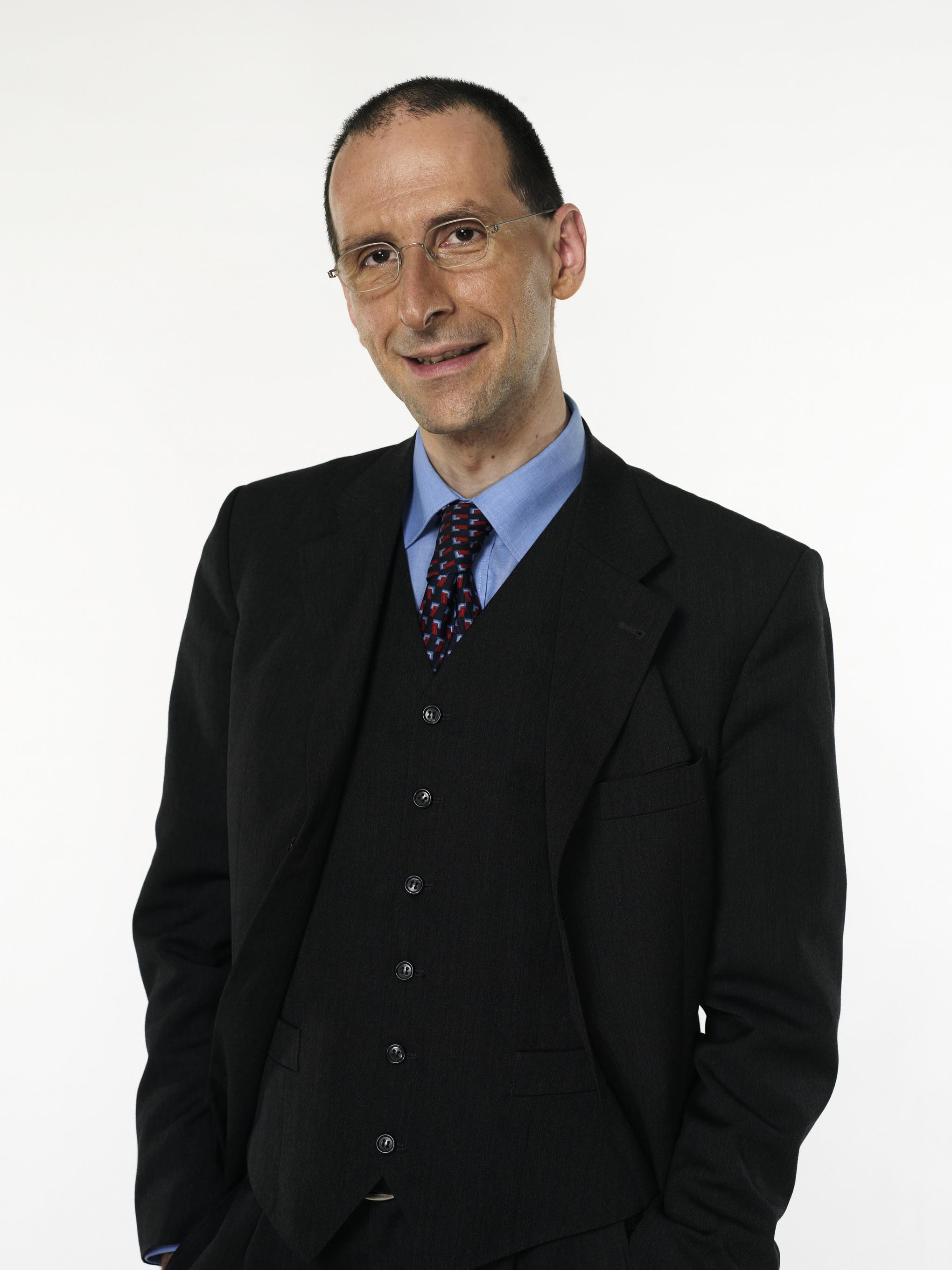
Peter Filzmaier (* 1967)

- Filzmoser, Gerhard (* 1950), österreichischer Fußballspieler
- Filzmoser, Sabrina (* 1980), österreichische Judoka
- Filzwieser, Wolfgang (* 1984), österreichischer Handballtorwart